# 病毒蛋白

此图展示了多面体的病毒衣壳如何由由两种病毒蛋白组装而来

病毒蛋白（英語：viral protein）是指由病毒基因组编码的蛋白质，包括病毒结构蛋白与病毒非结构蛋白。病毒蛋白非常的多样化且与今日细胞生物中的蛋白有很大的不同。比如源自病毒的逆转录酶和RNA复制酶，这些独特的酶在病毒的进化上起到重要作用。